# Bel Hadj El Maafi
Bel Hadj El Maafi (en arabe : بَلْحَاجّ ٱلْمْعَفِي) parfois appelé Bel Hadj Ben Maafi (en arabe : بَلْحَاجّْ بَن مْعَفِي), (2 octobre 1900–22 février 1999) est un imam, marabout, résistant et mufti français et algérien né à l'oasis de Lichana, près de Biskra, qui exerce dans la ville de Lyon de 1923 à sa mort.
Intermédiaire privilégié des autorités françaises avec les Algériens de Lyon, il s'engage dans la Résistance et sauve de nombreux Juifs pendant la Seconde Guerre mondiale.
Avant et pendant la guerre d'Algérie, El Maafi choisit de collaborer avec les autorités françaises et reste hostile à l'indépendance de l'Algérie. Ses liens avec les autorités françaises font de lui une cible et dans le cadre de la guerre des cafés (en) entre le Mouvement national algérien (MNA) et le Front de libération nationale (FLN), il est visé par un attentat du FLN auquel il survit.
Malgré les différends politiques ayant eu cours lors de la guerre d'Algérie, il reste très apprécié de la communauté musulmane de Lyon jusqu'à sa mort, notamment grâce à sa longévité ainsi qu'à ses visites aux prisonniers, aux malades et aux militaires musulmans, mais laisse un souvenir mitigé chez certains anciens militants du FLN.
Il est le premier imam de Lyon et le premier religieux musulman à avoir une mosquée dans la ville.

## Jeunesse et Entre-deux-guerres
Bel Hadj El Maafi naît le 2 octobre 1900 à l'oasis de Lichana, à dix kilomètres de la ville de Biskra, en Algérie française,. Il est issu d'une famille d'imams, son père Maafi Ben Abdelbaki l'est également et son frère homonyme est aumônier militaire mort pour la France le 28 avril 1918 à Vérone en Italie lors de la Première Guerre mondiale à l'âge de 21 ans. Sa mère, quant à elle, se nomme Salam Khadouje.
Après des études coraniques, il rejoint la France métropolitaine en 1923,. Il est envoyé à Lyon par la confrérie soufie Rahmaniyya à laquelle il appartient, et qui est alors la plus importante confrérie d'Algérie,. Plus particulièrement, c'est le dirigeant de la zaouïa de Tolga, Hadj Ben Ali Ben Othman, qui l'envoie en France métropolitaine. Il est marabout soufi, c'est-à-dire un responsable religieux soufi du Maghreb,.
Il parle très mal français à son arrivée en Métropole mais apprend peu à peu. Dès 1923, il devient aumônier militaire d'un régiment de tirailleurs.
Dès les années 1930, il collabore avec les autorités françaises, il devient secrétaire adjoint du Comité de protection des travailleurs nord-africains, mais aussi auxiliaire du Service des nord-africains de la préfecture du Rhône, dont une des tâches est de surveiller la communauté algérienne et de repérer les individus indépendantistes,. Pour ce faire, il aide Julien Azario, un fonctionnaire de la préfecture, résistant français et Juste parmi les nations, dans sa tâche de surveillance.   
En 1933, avec l'aide du maire de Lyon, Édouard Herriot et du préfet du Rhône, Achille Villey-Desmeserets, il demande l'ouverture du premier lieu de culte musulman à Lyon. Cette demande est refusée par le ministre de l'Intérieur, Camille Chautemps, qui déclare, :   

« Ces prétendus mokkadems cherchent, sous couvert de prosélytisme religieux, des avantages purement temporels, notamment des dons d'argent extorqués à leurs coreligionnaires musulmans. »

À côté de ces liens, dans l'Entre-deux-guerres, El Maafi s'engage en tant qu'aumônier militaire, il rend par ailleurs visite aux condamnés à mort musulmans en prison à partir de 1931, comme Sada Abdelkader, condamné à mort pour avoir tiré sur deux policiers venus l'interpeller,,. Il est également actif dans l'aumônerie aux malades, intervenant souvent dans les hôpitaux.

## Résistance

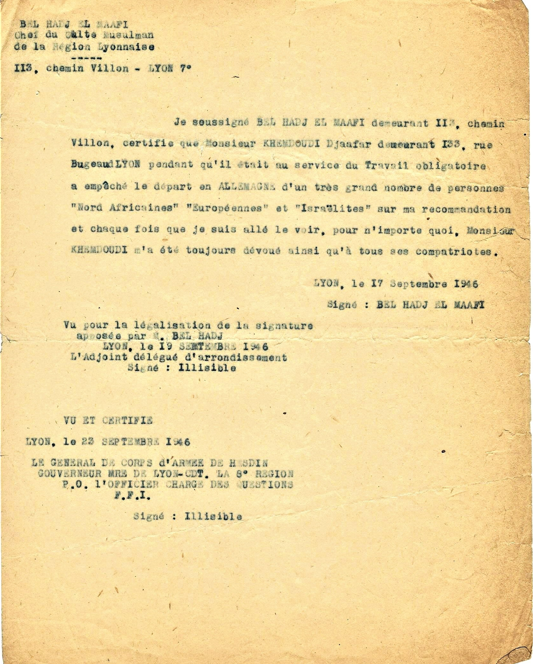
Témoignage de l'imam Bel Hadj El Maafi au sujet de Djaafar Khemdoudi

Lors de l'Occupation de la France, il rejoint la résistance où il semble avoir différents rôles. Tout d'abord, il semble renseigner la résistance intérieure française sur les résistants musulmans, pour éviter que des infiltrés et des collaborateurs puissent pénétrer la résistance. Dans ce cadre-là, il semble avoir coopté Djaafar Khemdoudi pour rejoindre la résistance, comme il l'exprime dans une lettre au gouverneur militaire de Lyon en 1946,. Il affecte la sympathie, avec Julien Azario, envers les autorités collaborationnistes, mais résiste en secret. Ainsi, il sacrifie un mouton à la Maison des Africains de la rue saint Antoine, le 8 décembre 1943, jour de l'Aïd al-Adha, en présence d'Alexandre Angeli, préfet collaborationniste du Rhône, de Julien Azario et du responsable de la Milice lyonnaise. Il participe aussi à une telle cérémonie en 1942.
De plus, bien qu'il n'en ait manifestement jamais parlé, il aurait sauvé de nombreux Juifs séfarades marocains, notamment la communauté se trouvant dans la ville de Saint-Fons, selon un rapport des Renseignements généraux déclarant, en 1950, qu'il aurait, : 

« profité bien souvent de ses fonctions d’interprète auprès de la brigade nord-africaine pour faire établir de fausses cartes d’identité aux israélites marocains, notamment ceux de la commune de Saint-Fons »

Ce sauvetage de Juifs de Saint-Fons est probablement à mettre en relation avec les actions de Djaafar Khemdoudi dans la même commune, où il sauve des enfants juifs. Il agit de la sorte aussi en lien avec le rabbin Jacob Kaplan et Pierre Gerlier, cardinal et archevêque de Lyon.
Il tresse ainsi des réseaux avec la résistance spirituelle au nazisme, inhumant clandestinement les morts de la résistance et des bombardements en compagnie de frère Benoît, résistant, avec qui il conserve une relation amicale après la guerre, participant avec lui aux manifestations d'anciens résistants,. Il a aussi des relations amicales avec le pasteur Roland de Pury et le père Chaillet.

## Après-guerre

### La Résistance comme ligne unificatrice et la rupture de la Guerre d'Algérie
La Seconde Guerre mondiale s'achevant, il continue de participer à des réunions d'anciens résistants et à manifester avec eux. Il représente les résistants algériens et les détenus de la prison de Montluc lors des cérémonies officielles, et s'exprime abondamment sur la Shoah dès les années 1945-1950. El Maafi représente une idée de concorde nationale autour de la résistance, c'est le message qu'il cherche à exprimer dans ses prises de parole ; cherchant à se rapprocher des communautés juives de France métropolitaine, dont un certain nombre sont issues d'Afrique du Nord et ont vécu dans les mêmes endroits que les musulmans. En 1948, il participe, avec le grand rabbin de Lyon Salomon Poliakof et l'archevêque de Lyon Pierre Gerlier, à un pèlerinage sur le charnier du massacre de Bron, où 109 prisonniers, dont 72 Juifs, ont été exécutés par les nazis. Le 10 octobre 1948, El Maafi assiste à l'inauguration d'un monument à Lyon en l'honneur des Juifs de Lyon morts pendant la Shoah.
Le 17 février 1949, il est fait chevalier de l'Ordre du Mérite social, pour son action au sein des œuvres sociales de Lyon.
Bel Hadj El Maafi est pris de court par la guerre d'Algérie, lui qui est pleinement inséré dans la société des anciens résistants, mais qui doit aussi faire face à l'indépendantisme et à l'anticolonialisme croissant de ses compatriotes et coreligionnaires algériens, se trouve dans une situation compliquée. Il choisit de conserver une position anti-indépendantiste et les Renseignements généraux témoignent que, : 

« Pendant les événements d’Algérie Bel Hadj el Maafi a toujours manifesté des sentiments pro-français. »

En raison de ses liens avec la France, la préfecture du Rhône et le Mouvement national algérien, il est ciblé par un attentat auquel il survit le 23 avril 1957, en pleine guerre des cafés (en). L'auteur de l'attentat, Amar Akbache, l'un des dirigeants du FLN à Lyon, refuse de le voir avant d'être guillotiné, le considérant comme un collaborateur de la puissance coloniale. Un certain nombre de prisonniers refusent ainsi de le voir avant d'être exécutés, bien qu'il se présente à eux.
Il continue de participer à des actions publiques ; en 1959, il intervient lors d'un procès pour faire jurer un musulman sur le Coran son innocence, alors que l'homme est accusé de vol par un de ses coreligionnaires. L'individu est ensuite relaxé, faute de preuve, le juge faisant confiance à sa profession de foi.

### Dernières années et mort
Il continue à participer aux commémorations de la Seconde Guerre mondiale et de la Shoah ainsi qu'à diriger sa mosquée, la première de Lyon, qu'il a obtenue entre-temps, et qui se situe dans une salle minuscule prêtée par des soeurs catholiques, dans le quartier de la Croix-Rousse, 11 montée Lieutenant-Allouche,. Jusqu'à sa mort, il y reçoit quotidiennement des dizaines de coreligionnaires, pour faire des prières, des enterrements et d'autres pratiques religieuses.

Le 6 janvier 1972, il signe un texte commun contre le racisme avec Alexandre Renard, archevêque de Lyon et cardinal, le pasteur Yves Dargigue, président de l'Eglise réformée de Lyon et Jean Kling, grand rabbin de Lyon, où il déclare : 
Tous les hommes, créés à l'image de Dieu, sont frères et doivent être respectés dans leur différence. Tout croyant doit s'interroger sur la portée réelle, concrète, immédiate de cet enseignement et avoir pleine conscience de sa responsabilité devant Dieu et devant le monde.
Le 27 décembre 1976, après la mort de treize enfants handicapés et de leur monitrice quelques jours plus tôt, qui se noient à Lyon, dont certains musulmans, il intervient lors de l'office multiconfessionnel pour prononcer quelques mots en leur mémoire, aux côtés de Francisque Collomb, maire de Lyon, Alexandre Renard, et Pierre Doueil, préfet du Rhône.
Le 11 juin 1978, il est fait officier de l'ordre national du mérite en raison de ses services rendus en tant qu'aumônier des hôpitaux par le maire de Lyon, Louis Pradel puis chevalier de la Légion d'Honneur en 1984 et enfin commandeur de l'ordre national du mérite en 1989.
Il rencontre le pape Jean-Paul II à Lyon en 1986,.
Il y meurt le 22 février 1999 à l'âge de 98 ans, selon le journal Le Monde, il est très apprécié de la communauté musulmane pour ses nombreux déplacements auprès des familles de malades, des prisonniers et des militaires musulmans, mais laissant un souvenir mitigé chez certains anciens militants du FLN.

## Décorations
- Chevalier de la Légion d'Honneur
- Commandeur de l'Ordre national du Mérite (après avoir été Officier)
- Chevalier de l'Ordre du Mérite social